# Sun Man
Sun Man, född 13 juli 1968, är en kinesisk kvinnlig idrottare som tog brons i badminton tillsammans med Liu Jianjun vid olympiska sommarspelen 1996.